# Peenemünde
Peenemünde és un poble al nord-est de la part alemanya de l'illa d'Usedom a prop de la desembocadura del riu Peene, a la riba occidental d'un ast de sorra llarg a la costa de la mar Bàltica alemanya. L'àrea inclou l'Heeresversuchsanstalt Peenemünde, a la Ruta Europea d'Herència Industrial. Les peces de demostració especials són reproduccions de la Bomba volant V-1 i el coet V-2, que es produïa i es provava en l'àrea durant La Segona Guerra Mundial.

## Centre d'Investigació de l'Exèrcit de Peenemünde

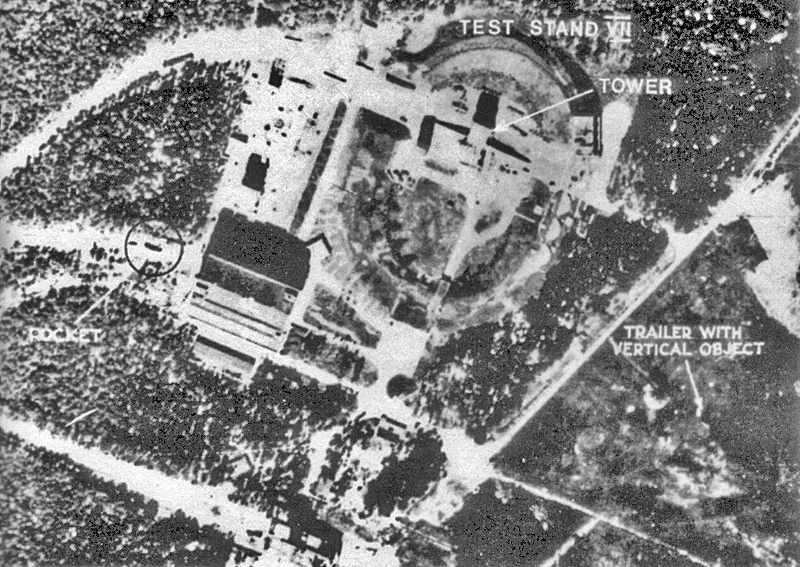
Fotografia de reconeixement de foto RAF Peenemünde Test Stand VII

Després d'experiments anteriors a Kummersdorf, el Centre d'Investigació de l'Exèrcit de Peenemünde (alemany: Heeresversuchsanstalt Peenemünde, (Hvp) es va fundar el 1937 com un dels cinc camps que provaven armes per l'Exèrcit alemany.
El 2 d'abril, de 1936, el Reichsluftfahrtministerium pagà 750.000 marcs a la ciutat de Wolgast per la part nord de la peninsula d'Usedom. A mitjans de 1938, les instal·lacions de Pennemunde estaven pràcticament acabades. El Heeresversuchsanstalt Peenemünde (Peenemünde Ost) consistia en Werk Ost i Werk Süd, mentre Werk West era el lloc de proves de la Luftwaffe (alemany: Erprobungsstelle der Luftwaffe).

## Després de la Guerra Mundial II
L'últim llançament d'un V-2 a Peenemünde fou el febrer de 1945, i el 5 de maig el 2n Front de Belarús comandat pel general Konstantín Rokossovski capturava el port de Swinemünde i illa d'Usedom. La infanteria soviètica sota comandada per Anatoli Vavílov va assaltar-lo, trobant que s'havien demolit els edificis d'investigació i llocs de prova.
Més destrucció de les instal·lacions tècniques de Peenemünde tingué lloc entre 1948 i 1961. Només la central elèctrica, l'aeroport, i l'enllaç de ferrocarril a Zinnowitz romanien funcionals. La planta per a la producció d'oxigen líquid és en ruïnes en l'entrada a Peenemünde. Molt poc resta de la majoria dels altres edificis i instal·lacions.
Peenemünde serví com a base naval i aèria soviètica fins a 1952 quan es lliurà a la República Democràtica Alemanya. Les instal·lacions portuàries eren inicialment utilitzades per la Policia de Mar i després es crea infraestructura naval. L'1 de desembre, de 1956, la 1a Flota (Flotilla) de la Volksmarine s'establia a Peenemünde i la pista de proves Peenemünde West es convertia en un aeròdrom utilitzat per la força aèria alemanya Oriental el 1958. Fins a la Reunificació alemanya el 1990 l'àrea del nord de l'illa d'Usedom a Karlshagen era una àrea restringida.
L'Historisch-technisches Informationszentrum Peenemünde fou obert el 1992 en l'espai de control de refugi i l'àrea de l'anterior central elèctrica.